# André Middelhoek
André Middelhoek (Leidschendam-Voorburg, 13 de desembre de 1931) és un economista neerlandès, membre del Tribunal de Comptes Europeu de 1977 a 1996, del qual va ser president de 1992 a 1995. Està casat i té dos fills.

## Biografia
El 1957 es va llicenciar en administració d'empreses a la Universitat d'Amsterdam. De 1957 a 1966 va treballar al Centraal Planbureau, del 1966 al 1969 en fou director adjunt. De 1969 a 1977 en fou director i Director General del Rijksbegroting al Ministeri de Finances dels Països Baixos.
De 1977 a 1993 fou membre del Tribunal de Comptes de la Unió Europea i de 1993 a 1996 en fou el seu president.

## Altres activitats
- Professora a l'Institute of Social Studies a La Hasia, de 1960 a 1969
- Director general de la Koninklijke Hoogovens NV, de 1970 a 1977
- 2n president del Comitè de Política Econòmica de les Comunitats Europees, febrer de 1974
- Director i president de diverses comissions interdepartamentals
- Director de publicació de Public Finance
- President de la Lliga Europea de Cooperació Econòmica.[1]